# Jean-François de Bourgoing
Jean-François, baron de Bourgoing (ur. 20 listopada 1748 w Nevers  – zm. 20 lipca 1811) – francuski dyplomata, baron, odznaczony m.in. Komandorią Legii Honorowej.
W latach 1783–1787 drugorzędny (Chargé d’affaires) reprezentant Francji w Hiszpanii.
Od roku 1792 minister - plenipotent Francji w Madrycie. Zgromadzone obserwacje i doświadczenia zawarł w swojej książce: Nouveau voyage en Espagne, ou tableau de l'état actuel de cette monarchie. Jego dzieło przetłumaczono w roku 1790 na język niemiecki jako: Des Herrn Ritters von Bourgoing neue Reise durch Spanien vom Jahr 1782 bis 1788, oder vollständige Uebersicht des gegenwärtigen Zustandes, a w 1808 roku na język angielski jako: Modern state of Spain: exhibiting a complete view of its topography, government, laws, religion, finances, naval and military establishments; and of society, manners, arts, sciences, agriculture, and commerce in that country.
Następnie był ambasadorem Francji w Danii, skąd pisywał do swego przełożonego MSZ Talleyranda. W liście z 30 marca 1801 roku pisze o narastającej wrogości między Danią a Wielką Brytanią, a potem donosi o bitwie pod Kopenhagą, kiedy to 2 kwietnia 1801 Brytyjczycy zatopili duńską flotę.